# Schefflera elegantissima
Schefflera elegantissima là một loài thực vật có hoa trong Họ Cuồng cuồng. Loài này được (Veitch ex Mast.) Lowry & Frodin miêu tả khoa học đầu tiên năm 1989.